# Cyriacus Kale

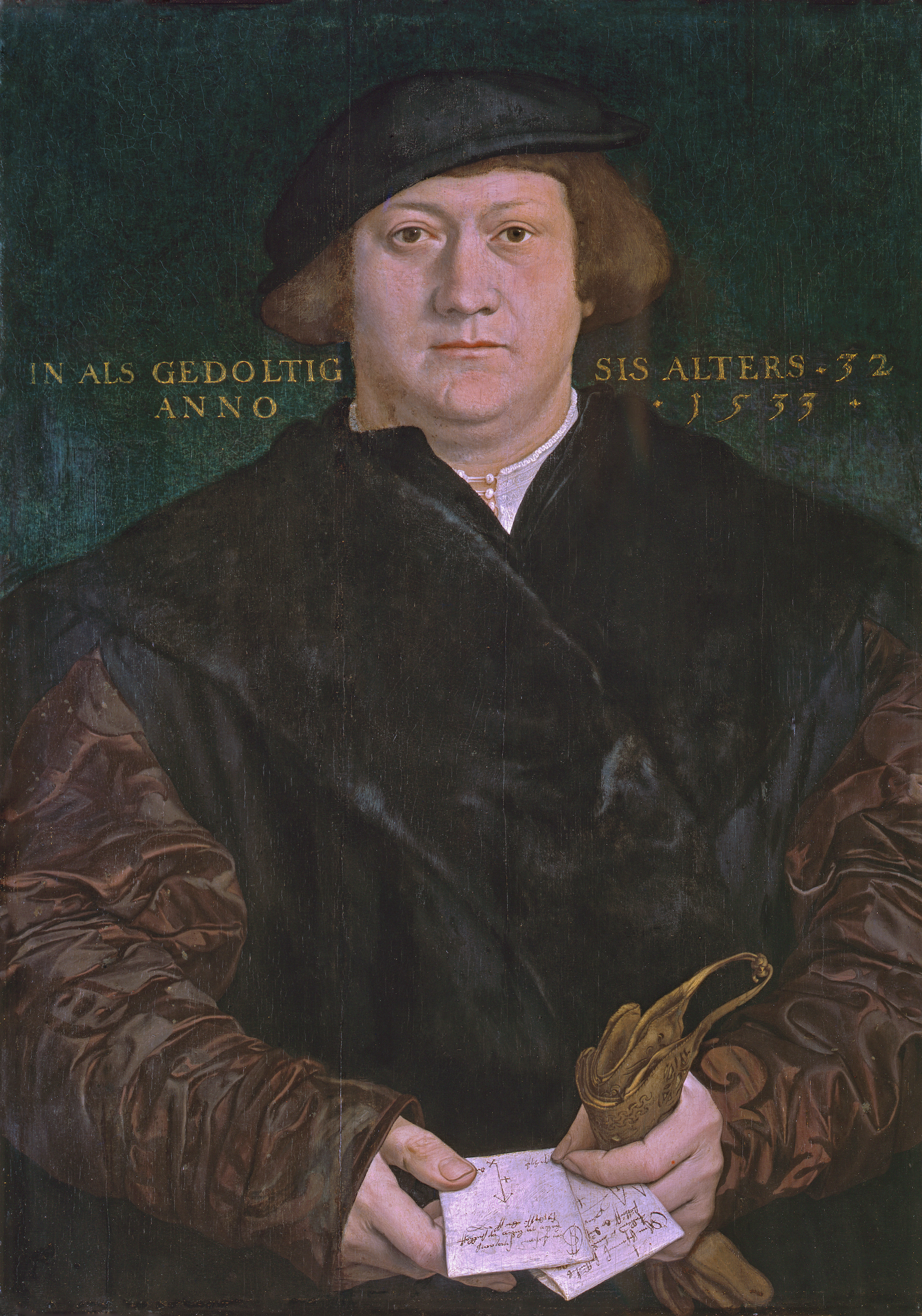
Bildnis des Cyriacus Kale von Hans Holbein dem Jüngerem (1533), Herzog Anton Ulrich-Museum, Braunschweig

Cyriacus Kale (* um 1501; † nach 1533) war ein deutscher Hansekaufmann aus Braunschweig.

## Leben
Cyriacus Kale gehörte der seit 1281 in Braunschweig nachweisbaren Patrizier- und Ratsfamilie Kale an. Die Kaufmannsfamilie war im Rat der Altstadt von 1323 bis 1609 vertreten und stellte mehrfach den Großen Bürgermeister. Cyriacus wurde ca. 1501 geboren und war möglicherweise der Sohn des Ratsherrn Gerloff Kale (1446–1523), was jedoch archivalisch nicht nachweisbar ist. Bis auf das 1533 gemalte Porträt sind keine weiteren Lebensdaten überliefert.
Seit 1892/1893 erinnert die Straßenbezeichnung Kalenwall in Braunschweig an die Patrizierfamilie Kale.

## Porträt
Cyriacus Kale ist bekannt durch ein von Hans Holbein dem Jüngeren, späterer Hofmaler König Heinrichs VIII. von England, im Jahr 1533 geschaffenes Porträt, „dem ersten autonomen Bildnis eines Braunschweiger Handelsherrn“. Das Gemälde gehört zu einer 1532/1533 entstandenen Porträtreihe deutscher Hansekaufleute, die im Londoner Hansekontor Stalhof tätig waren. Der in frontaler Ansicht dargestellte vermögende Kaufmann hält in seinen Händen zwei Briefe mit seiner Londoner Anschrift. Der Text ist teilweise unvollständig und schwer leserlich:

„Auf dem Brief in seiner rechten Hand: Dem Ersame(n) syriacuß / Kalen yn Lu(n)den up stulhoff / sy desse breff; u. l.: in hyß, u. M. Handelsmarke: aufrecht stehender Pfeil, am Schaft links ein +, am Fuß rechts ein liegendes X, u. r.: du. Auf dem Brief in seiner linken Hand: Deme Ersamenn F(u)rssichtig Kallen te lunde(n) [up] / Staelhueff sy desse (? schwer leserlich), darunter ang (?)“

Seitlich des Kopfes sind Kales Devise IN ALS GEDOLTIG (In allem geduldig) und die Inschrift SIS ALTERS. 32 /ANNO. 1533. zu lesen.
Das auf Eichenholz gemalte Porträt im Format 59 × 44,1 cm befand sich bereits 1737 in der herzoglichen Gemäldesammlung, die den Grundstock für das spätere Herzog Anton Ulrich-Museum in Braunschweig bildete, wo es heute noch zu sehen ist. Eine Restaurierung 1892/1893 befreite das Bild von Übermalungen, so dass die o. g. Inschrift wieder lesbar und eine personelle Zuordnung zu Cyriacus Kale möglich wurde.